# Rhodospirillales
Ordre
Familles de rang inférieur
- Acetobacteraceae
- Rhodospirillaceae

Rhodospirillales est l'un des ordres d'alphaprotéobactéries comprenant la famille des Acetobacteraceae et celle des Rhodospirillaceae.

## Liste des familles
Selon LPSN (9 juin 2025) :
- Acetobacteraceae (ex Henrici 1939) Gillis & De Ley 1980
- Azospirillaceae Hördt et al. 2020
- Geminicoccaceae Proença et al. 2018
- Kiloniellaceae Wiese et al. 2009
- Oleispirillaceae Peng et al. 2024
- Reyranellaceae Hördt et al. 2020
- Rhodospirillaceae Pfennig & Trüper 1971
- Rhodovibrionaceae Hördt et al. 2020
- Roseiterribacteraceae Nakai et al. 2024
- Shumkoniaceae Yang et al. 2025
- Stellaceae Hördt et al. 2020
- Terasakiellaceae Hördt et al. 2020
- Thalassobaculaceae Hördt et al. 2020
- Thalassospiraceae Hördt et al. 2020
- Zavarziniaceae Hördt et al. 2020

## Taxonomie
Le nom correct complet (avec auteur) de ce taxon est Rhodospirillales Pfennig & Trüper 1971.
Le genre type est Rhodospirillum Molisch 1907.

## Synonymes
L'ordre Rhodospirillales a de nombreux  synonymes dont les suivants :
- Acetobacterales Chuvochina et al. 2024
- Azospirillales Chuvochina et al. 2024
- Diaforabacterales Degli Esposti et al. 2019
- Dongiales Chuvochina et al. 2024
- Elsterales Chuvochina et al. 2024
- Geminicoccales Chuvochina et al. 2024
- Kiloniellales Wiese et al. 2009
- Oceanibaculales Chuvochina et al. 2024
- Reyranellales Chuvochina et al. 2024
- Thalassobaculales Chuvochina et al. 2024
- Tistrellales Chuvochina et al. 2024
- Zavarziniales Chuvochina et al. 2024

### Étymologie
L'étymologie du nom de cet ordre est la suivante : N.L. neut. dim. n. Rhodospirillum, genre type de l'ordre; L. fem. pl. n. suff. -ales, suffixe définissant un ordre; N.L. fem. pl. n. Rhodospirillales, l'ordre des Rhodospirillum.